# Dolina Reke (Vogelschutzgebiet)
Das europäische Vogelschutzgebiet Dolina Reke (deutsch: Rekatal) liegt auf dem Gebiet der Stadt Ilirska Bistrica im Süden Sloweniens. Das etwa 19 km² große Vogelschutzgebiet  umfasst das Tal der Reka Zwischen Topolc und Zabiče. Das Rekatal fließt hier zwischen dem verkarsteten Snenik-Plateau und dem aus Sandstein aufgebauten Brkini-Gebirge. Das Tal wird von mesophilem Grünland, Hecken, Mischwald und Bachläufen geprägt.

## Schutzzweck
Folgende Vogelarten sind für das Gebiet gemeldet; Arten, die im Anhang I der Vogelschutzrichtlinie geführt sind, sind mit * gekennzeichnet:
| Bild            | Anhang I | EU Code | Art             | wissenschaftlicher Name |
| --------------- | -------- | ------- | --------------- | ----------------------- |
| Wachtelkönig    | *        | A122    | Wachtelkönig    | Crex crex               |
| Neuntöter       | *        | A338    | Neuntöter       | Lanius collurio         |
| Tüpfelsumpfhuhn | *        | A119    | Tüpfelsumpfhuhn | Porzana porzana         |